# ГЕС Дейл-Голлоу
ГЕС Дейл-Голлоу — гідроелектростанція у штаті Теннессі (Сполучені Штати Америки). Використовує ресурс із річки Обей, лівої притоки Камберленд, котра в свою чергу є лівою притокою річки Огайо (впадає ліворуч до Міссісіпі).
У 1942—1943 роках на Обей спорудили бетонну гравітаційну греблю висотою від підошви фундаменту 61 метр (висота від тальвегу 48 метрів) та довжиною 523 метри, яка потребувала 439 тис. м3 матеріалу. Вона утримує витягнуте по долині річки на 98 км водосховище з площею поверхні 112 км2 та об’ємом 2,5 млрд м3.
Через водоводи діаметром по 4,5 метра ресурс зі сховища надходить у пригреблевий машинний зал, обладнаний у 1948—1953 роках трьома турбінами типу Френсіс потужністю по 18 МВт, які працюють при напорі у 43 метри.